# Mega!! Kung Fu Radio
Mega!! Kung Fu Radio è il primo album in studio del gruppo musicale statunitense Powerman 5000, pubblicato il 25 febbraio 1997 come ristampa di The Blood-Splat Rating System (con l'aggiunta di 2 nuove tracce), per l'etichetta discografica DreamWorks Records.

## Tracce
1. Public Menace, Freak, Human Fly – 3:38
2. Organizized – 3:55
3. Neckbone – 4:00
4. Car Crash – 2:42
5. Earth Vs. Me – 3:20
6. A Swim With The Sharks – 3:20
7. 20 Miles To Texas 25 To Hell – 3:16
8. Mega!! Kung Fu Radio – 3:38
9. Tokyo Vigilante #1 – 2:59
10. Bored Witcha – 2:50
11. Standing 8 – 3:35
12. Even Superman Shot Himself – 5:42
13. File Under Action – 4:20

## Formazione
- Spider One - voce
- Adam Williams - chitarra
- Dorian Heartsong - basso
- Allen Pahanish - batteria
- Jordan Cohen - percussioni